# كارول برانا
كارول برانا (بالفرنسية: Carole Brana)‏ (مواليد 1985 في البرانس الأطلسية ، فرنسا) هي ممثلة فرنسية وعارضة أزياء من أصل تشيكي وإسباني.

## روابط خارجية
- كارول برانا على موقع IMDb (الإنجليزية)
- كارول برانا على موقع قاعدة بيانات الفيلم (الإنجليزية)